# 共栄運輸
共栄運輸株式会社（きょうえいうんゆ）は、千葉県に本社を置く企業である。主に、貨物輸送や土砂の運搬を中心事業とする。

## 事業所一覧
- 本社 - 木更津市潮浜2-1-23
- 建材課 - 木更津市潮浜2-1-23
- 陸運課 - 木更津市潮浜2-1-23
- 潮浜岸壁事務所 - 木更津市潮浜1-1-1
- 新港公共岸壁事務所 - 木更津市新港1